# Маріано Хосе де Ларра
Маріано Хосе де Ларра і Санчес де Кастро (народився 24 березня 1809 року у Мадриді, помер 13 лютого 1837 року там само) — іспанський письменник і журналіст, один із головних представників іспанського романтизму.
Поряд з Espronceda, Becquera і Росалією де Кастро, він є одним із провідних фігур романтизму в іспанській літературі. За вісім років діяльності як журналіста, критика, сатирика й літературознавця, так і письменника-костумбриста, опублікувавши у пресі понад двісті статей, сприяв таким чином розвитку есеїстики. У своїй журналістській роботі він використовував псевдоніми «Фігаро», «Дуенде» (Чохлік), Бахіллер (студент середньої школи — ліцеїст) та «Ель побречіто хабладор» (Бідний Гадула). За словами Іріс М. Завала, Ларра є представником «демократичного романтизму у дії». Не задовольняючись виразним романтичним описом почуттів, Ларра поставив Іспанію у центрі своєї критики та сатири. Його твірчість слід розглядати у контексті відродження Кортеси після завершення періоду так званого ненависного десятиліття (1823—1833) та в контексті Першої карлістської війни (1833—1840).

## Освіта у вигнанні та переселенні
Маріано Хосе де Ларра народився 24 березня 1809 року у Мадриді на вулиці де Сеговія, де знаходився старий монетний двір. Його дідусь працював у цьому монетному дворі. Батьками майбутнього письменника та публіциста були Маріано де Ларра і Лангелот та його друга дружина Марія де лос Долорес Санчес де Кастро. Під час війни з Францією та під час правління Жозефа I Бонапарта батько був хірургом наполеонівської армії, що зробило його французьким колабораціоністом. Тому після укладення миру його родині разом із чотирирічним Маріано Хосе довелося покинути Іспанію після Жозефа I Бонапарта і опинитися у вигнанні спочатку у Бордо, а потім у Парижі. Завдяки амністії, оголошеній Фердинадом VII, родина де Ларра повернулася до Іспанії в 1818 році і оселилася у Мадриді. Батько став особистим лікарем інфанта Іспанії Франсіско де Паула де Бурбона, одного із братів Фердинанда VII.
У Мадриді Ларра продовжив навчання, розпочате у Бордо та Парижі, а потім кілька разів змінив місце проживання, переїжджаючи разом зі своїм батьком до Корелла (1822—1823), Касереса (1823—1824) та Аранда де Дуеро (1824). У 1824 році він оселився у Вальядоліді, щоб навчатися в університеті. Він не зареєструвався у терміни на минулорічні іспити і в жовтні 1825 року отримав залік з усіх предметів. Причиною його відсутності на іспитах було — як каже його перший біограф Каєтано Кортес — якась загадкова подія, яка повністю змінила його характер. Пізніше було встановлено, що поет, ймовірно, закохався в жінку, набагато старшу за себе, яка виявилася коханкою його батька. Після осіннього екзаменаційного засідання Маріано Хосе де Ларра покинув Вальядолід і повернувся назад до Мадрида.

## Ранні твори

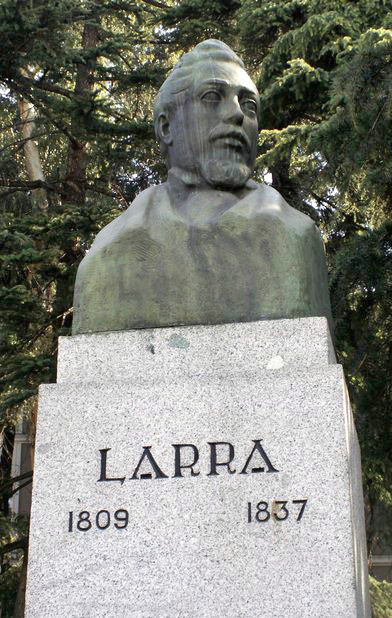
Погруддя Ларрі у Мадриді

У Мадриді він продовжив навчання, а в 1827 році вступив до Корпусу добровільних реалістів — воєнізованої організації, утвореної ревними прихильниками абсолютизму, які увійшли в історію як учасники репресій проти лібералів. Саме тоді він почав писати вірші, переважно оди та сатири.

## Сатирик і соціальний критик
Однак Ларра став відомим на увесь світ лише завдяки сатиричній публіцистиці. У дев'ятнадцять років Ларра почала видавати щомісячну брошуру «El Duende Satírico» («Сатиричний наказ»). Це була серія з п'яти зошитів, зразків журналів есе, започаткованих в Англії на початку 18 століття The Spectator Еддісоном та Стілсом, а в Іспанії наслідували журнали, присвячені критиці сучасного суспільства: El Duende Especulativo de la Vida Civil (Specurative Chochlik Civic Life), El Pensador (Мислитель) та Ель Цензор (Цензор). Ларра підписував свої твори псевдонімом Ель Дуенде (Чохлік). У брошурах El Duende Satírico вже можна побачити геній сатирика, який пізніше розвинеться у повній мірі. Ларра не опонент абсолютизму у цих публікаціях (він все ще належав до добровільних реалістів), а журналіст, який, використовуючи сатиру, критикує сучасну суспільну та політичну ситуацію.

## Ель Парнасільо
Ларра входить до групи молодих неспокійних нонконформістів, що збираються в кафе на вулиці дель Принсіпі в Мадриді на зустрічах, які вони називають Ель Парнасільо (лат. Парнасик). До цієї групи також належали Вентура де ла Вега, Хуан де ла Пезуела, Мігель Ортіс, Хуан Баутіста Алонсо та Бретон де лос Ерерос. У грудні 1828 року у Ларра виникла суперечка в кафе з Жозе-Марією де Карнереро, директором газети «El Correo Literario y Mercantil» («Кур'єрський літературознавець»), яку він критикував в останніх випусках свого «Ель Дуенде Сатріріко». Карнереро звернувся до влади і наказав закрити журнал Ларри. Закриття Ель Дуенде не мало вагомого значення, адже Ларра вже здобув репутацію пильного спостерігача за звичаями та сучасною культурно-суспільно-політичною реальністю.

## Особисте життя
13 серпня 1829 року Маріано Хосе де Ларра одружився з Юзефою Веторет. Шлюб був нещасним і закінчився розлученням за кілька років. Однак у них було троє дітей. Син Луїс Маріано де Ларра став відомим лібретистом сарсуел, серед інших El barberillo Lavapiés (Cyruliczek Myjstópka). На момент самогубства письменника дві дочки були ще зовсім малими: Аделі було п'ять років, а Балдомері — чотири. Адела стала коханкою Амадея Савойського. Балдомера стала дружиною королівського лікаря, який після відмови Амадея від послуг емігрував до Америки, залишивши її в Мадриді наодинці з дітьми. Балдомера розпочала банківську діяльність і була однією із засновників фінансової піраміди, за що її засудили до в'язниці. Вона, ймовірно, померла в Аргентині на початку ХХ століття.

## Театральні переклади та перелом у житті 1830 року
У 1830 році Ларра переклав французькі сценічні твори для театрального імпресаріо Хуана Грімальді, водночас почав писати власні п'єси. За рік відбулася прем'єра костюмованої комедії No más mostrador (No More Counter), сюжет якої Ларра запозичив у одного з французьких водевілів. 1830 рік був переломним у житті письменника, оскільки він познайомився з Долорес Армійо, одруженою жінкою та невісткою відомого юриста Мануеля Марії де Камбронеро, з якою мав бурхливий роман. Однак він все ще був одружений з Юзефою Веторет, з якою вже мав сина Людвіка Маріана.

## Прогресивні ідеї в журналістиці
У 1832 році Ларра повернувся до журналістики, присвятившись соціальній критиці у своєму Еб Побречіто Хабладорі (Бідна Гадула), у якому писав під псевдонімом Хуан Перес де Мунгуя. У своїх дописах він висловлює свої просвітницькі та прогресивні, але водночас ілюзорні мрії про те, що вірою у завтрашній день можна подолати стару прихильність до Кастилії внаслідок минулого патріотизму. Ель Pobrecito Hablador перестали виходити в березні 1833 року, тобто за кілька місяців після того, як Ларра почав працювати з La Revista Еспаньйола (Spanish Review). Ла Ревіста Еспаньйола мала ліберальне спрямування і створена в листопаді 1832 року після того, як королева Марія-Христина взяла на себе владу через хворобу царя, що дало надію лібералам. Ларра в журналі під псевдонімом Фігаро публікує у вигляді костумбристичних статей літературно-критичне та політичне сприяння послабленню, що очікувалося у зв'язку зі смертю Фердинанда VII. Незабаром відомими стають такі статті, як «Дозвольте мені прийти завтра», «Старий кастилієць», «Серед яких людей ми живемо», «У цій країні», «Одружитися швидко і погано». Залучений до політичної трансформації переходу від абсолютизму до лібералізму, Ларра атакує карлістів, виходячи за межі соціальної критики.

## Трагічний виток зневіри у житті і в творчості
У 1834 році опубліковано історичну повість «Паж Генріха Скорботного», титулованого героя якого взято з історичної драми «Макіас», забороненої цензорами роком раніше, і поставлено 24 вересня. Зміст обох творів — це трагічне життя середньовічного поета Макіаса та його віроломне кохання, а отже сюжет, який певною мірою віддзеркалює стосунки Ларри з Долорес Армійо. Влітку 1834 року Долорес залишає коханого і виїжджає з Мадриду, але він кидає дружину, яка, завагітнівши, незабаром мала народити другу доньку Балдомеру.

## Політичні видання
У 1835 році Маріано Хосе де Ларра вирушив до Лісабону, а звідти до Лондона, а потім через Брюссель — до Парижа. Він пробув у Парижі багато місяців, познайомившись із Віктором Гюго та Александром Дюма. Того ж року вийшла збірка його статей під назвою Фігаро, збірка драматичних, літературних, політичних та моральних статей. Ларра повернувся до Мадрида і почав писати для газети El Español. У публікаціях письменника переважали політичні питання. Спочатку він підтримував уряд Мендізабала, але незабаром почав його критикувати, коли помітив, що dezamortyzacja починає йти неправильним шляхом, і це призводить до кривди найбідніших людей. Після падіння уряду Мендізабала Ларра вирішив активно займатися політичною діяльністю на користь поміркованої партії і в 1836 році його обрали депутатом від Авіли. Однак він не зайняв місце у парламенті через так зване Повстання в Сан-Ільдефонсо (12 серпня 1836 року), яке призвело до конституційних змін в Іспанії, включаючи відновлення Конституції 1812 року. Наростаюча розгубленість письменника та опозиція до соціальних і політичних змін, а також біль, спричинений остаточним від'їздом Долорес Армійо (Ларра відвідав її у лютому 1836 року в Авілі, але не досяг жодного позитивного результату), знайшли віддзеркалення в його останніх творах. Серед них найбільш вартим уваги є День усіх душ 1836 року, який з'явився в Ель-Еспаньйолі та в якому, поза звичайною іронією письменника, відчутний глибокий песимізм.

## Трагічна смерть

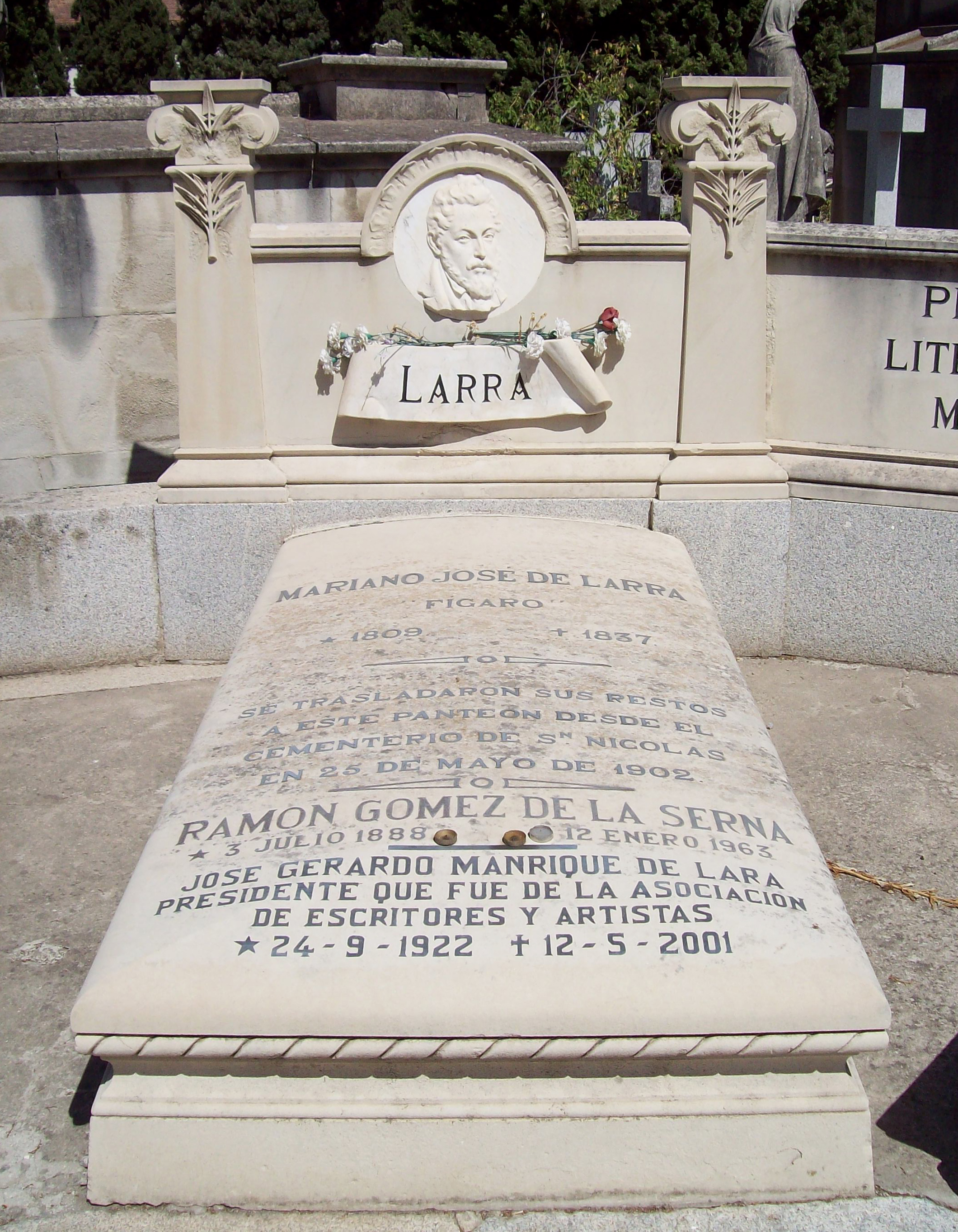
Гробниця Маріано Хосе де Ларри та Рамона Гомеса де ла Серна у Мадриді

13 лютого 1837 року вже було темно, коли Долорес Армійо у супроводі своєї невістки відвідала його у квартирі на третьому поверсі по вул. Санта-Клара № 3, повідомивши йому, що немає можливості досягти порозуміння. Як тільки обидві жінки вийшли з дому, Ларра скоїв самогубство пострілом з пістолета у праву скроню. Йому було двадцять сім років.
На його поховання 15 лютого прийшли юрби людей. Коли тіло письменника було покладено в могилу на Північному кладовищі у Мадриді (де зараз знаходиться стадіон Валлеермосо), молодий поет з Вальядоліда Хосе Соррилья-і-Мораль прочитав вірш на честь Ларри, який схвилював присутніх і завдяки якому Мадрид дізнався тоді про Соррилью.
У 1842 році прах письменника було перенесено на сакраментальне кладовище Святого Миколая, розташоване на вулиці Мендеса Альваро у Мадриді. У травні 1902 року тіло було перенесено знову, цього разу на мадридське кладовище святих Юсти і Міллана та Святого Хреста, де воно було поміщене до Пантеону відомих людей, побудованому Асоціацією письменників та художників.
У 1908 році представники Покоління 98 Асорін, Унамуно та Бароха поклали вінок квітів до могили Ларри на знак повторного відкриття та їх ототожнення з ідеями письменника турботи про Іспанію.

## Значення праць Ларри
Ларра був видатним публіцистом, послуговувався яскравою і живою мовою. У своїх працях він критикував облаштування держави, критикував абсолютну владу та карлізм. Він насміхався над суспільством і відкидав сімейне життя. Він був представником «демократичного романтизму в дії»: вади Іспанії — головна тема його критики та сатири. Незадоволений панівними відносинами на батьківщині, він писав статті, в яких критикував її (У цій країні, Старий Кастильський, День всіх душ 1836, Приходь завтра), виступав проти цензури (Не треба говорити того, чого не можна говорити), проти смертної кари (Шахраї, тобто визнання і смертна кара), проти карлістського претендента на престол (Що робить Його Високість у Португалії?) і проти карлізму (Ніхто не може пройти повз, окрім охоронця), і навіть проти неправильного мовлення (На разі, Куасі, Слова). У свою чергу, говорячи про його історичну повість (Паж Генріха Скорботного) та трагедію (Макіас), важко не пов'язати долю їхнього спільного героя із сильним розчаруванням письменника в його особистому житті.